# Galeorhinus galeus
El cazón o tiburón vitamínico (Galeorhinus galeus) es una especie de elasmobranquio carcarriniforme de la familia Triakidae, ovovivípara, distribuida en aguas templadas de todos los océanos. Es la única especie del género Galeorhinus.
No posee espinas delante de las aletas dorsales. Puede llegar a medir 2 metros y a pesar 45 kg. Especie demersal, es decir nadadora, pero de vida ligada al fondo. Viven en fondos entre 40 y 100 m de profundidad.
En algunas zonas del Golfo de México y del Caribe también se conoce con el nombre de cazón a la cría del tiburón.
Esta especie se encuentra protegida bajo distintos tratados internacionales (Convenio de Barcelona, Convenio de Bonn, GFCM, Sharks MOU) y nacionales que prohíben o restringen darle muerte, capturar y/o comercializar dado su grave riesgo de extinción.

En España, se encuentra incluida en el listado LESPRE, por lo que su captura o comercialización acarrea importantes sanciones económicas y penales.

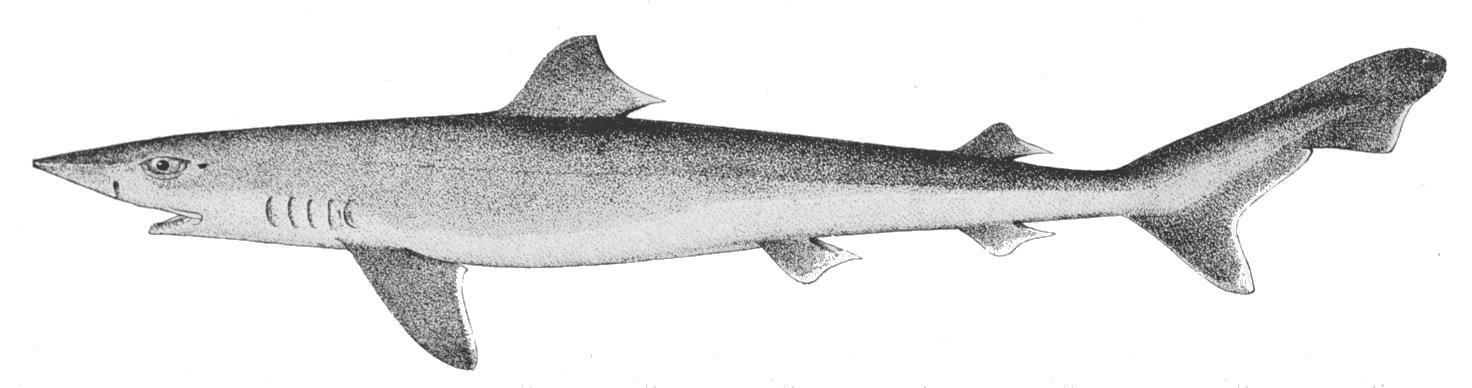
G. galeus

## Distribución
Ampliamente distribuido en aguas templadas. Se encuentra en el sur de Brasil, Uruguay, Chile y Argentina; de Islandia a Sudáfrica, incluyendo el Mediterráneo; Australia y Nueva Zelanda; Hawái, de la Columbia Británica hasta el sur de Baja California y el Golfo de California, México, Panamá, Perú, España y Venezuela.

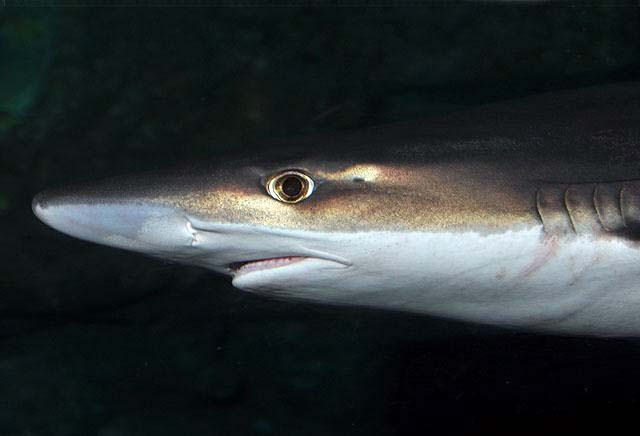
Cabeza

## Uso culinario

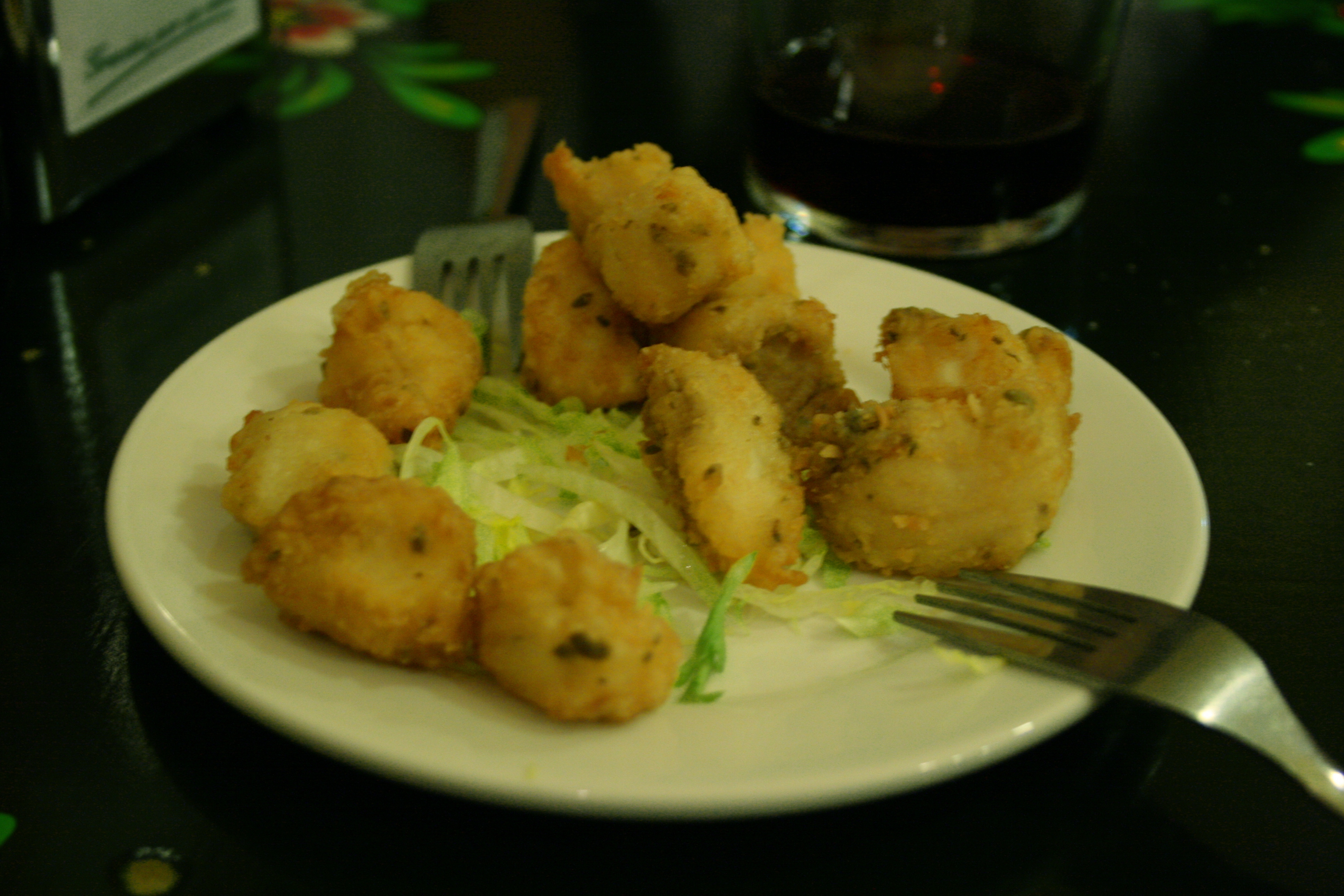
Cazón en adobo en cama de lechuga.

En la cocina de España más específicamente en la provincia de Cádiz, Sevilla, Granada, Almería, Málaga y Huelva, se suele cocinar en adobo. En Canarias también se cocina recibiendo el nombre de "tollos".
En Argentina el cazón pescado en las aguas del océano Atlántico Sur suele ser desecado hasta adquirir el aspecto del bacalao desecado. Con este cazón desecado se preparan guisos y otros platos que son principalmente consumidos durante la Semana Santa aún por quienes no son cristianos debido a lo tradicional, nutritivo y apetitoso de los platos.
Otra especie de tiburón a la que también se le llama erróneamente cazón es abundante en el Golfo de México, muy particularmente en la bahía de Campeche. La gastronomía campechana es famosa en México por un plato denominado "pan de cazón", consistente en capas sucesivas de tortillas untadas de frijol refrito, rellenas de cazón desmenuzado y cubierto todo con una salsa de tomate acompañado de rebanadas de aguacate.
En Venezuela, el cazón es utilizado para muchos platos, siendo el más típico la preparación de empanadas de cazón y/o arepas. El cazón se hierve, luego se aliña al gusto con cebolla, pimentón, ají picado, etc.; se hace un guiso y con esto se hacen un sinfín de comidas. Se consume mayormente en las costas de Aragua, en la Isla de Margarita y en todo el oriente del país.
En efecto, con el mismo se prepara un pastel llamado en esa región torta de cazón que posee como añadido tajadas de plátano frito. También es muy conocido el llamado pabellón margariteño, en el cual se sustituye la carne mechada por el mencionado guiso.
En Colombia en la costa pacífico le suelen llamar - Toyo- su elaboración es normalmente un guiso -Sudao- con coco, arroz, y tajadas de plátano maduro o verde.

## Consumo sostenible
En 2010, Greenpeace España añadió el cazón a su lista roja de pescados. "La lista roja de especies pesqueras de Greenpeace para España incluye quince especies vendidas en los supermercados españoles que pueden provenir de una pesca, o acuicultura, insostenibles".

## Estado poblacional
Figura en la Lista Roja de la IUCN con el estatus de en peligro crítico (CR) debido a los continuados y graves declines poblacionales por toda su distribución (reducciones de más del 80%).  Esto le ha hecho abandonar el estatus de Vulnerable asignado en 2000 y 2006. 
Se encuentra sobreexplotado por su carne, sus aletas y su hígado.
El cazón no siempre se etiqueta correctamente: a veces se incluye bajo una etiqueta genérica y, muchas veces, se catalogan como cazón especies similares como las musolas (gen. Mustelus).
En septiembre de 2020, 21 tiburones quedaron atrapados por una de las esclusas de pesca en la costa de Ile de Ré y algunos tiburones casi mueren allí.